# Ursula Haubner

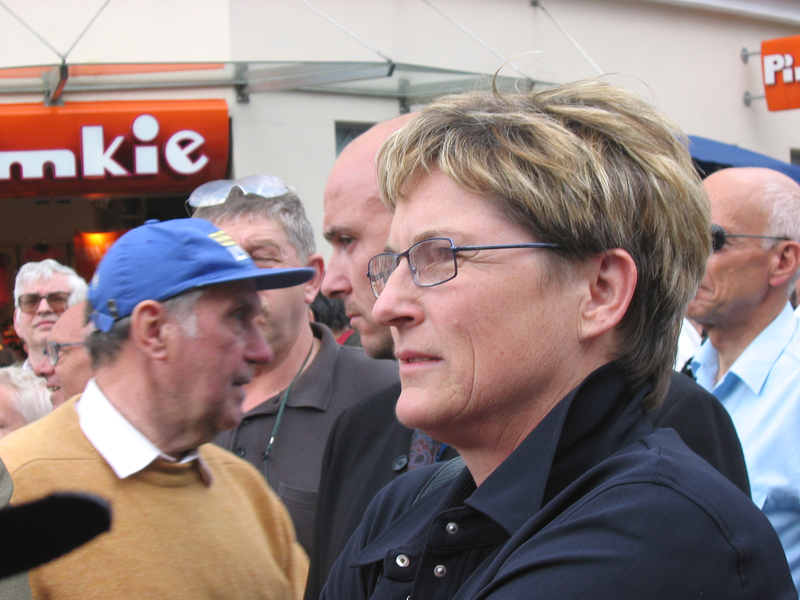
Ursula Haubner bei der „Stunde der Patrioten“ am 11. Juni 2004, Abschlussveranstaltung der FPÖ in Wien für die Europawahlen

Ursula Haubner (geb. Haider, * 22. Dezember 1945 in Goisern, Oberösterreich) ist eine österreichische Politikerin und war vom 3. Juli 2004 bis zu ihrem Übertritt zum neu gegründeten Bündnis Zukunft Österreich am 5. April 2005 Vorsitzende der FPÖ. Zwischen 2005 und 2007 bekleidete sie in der Bundesregierung Schüssel II das Amt der Sozialministerin.
Ihr Bruder war der Landeshauptmann von Kärnten, Jörg Haider. Sie ist verheiratet, hat zwei Töchter und fünf Enkelkinder. Ihr Vater war Robert Haider.

## Berufliche und politische Laufbahn

### Ausbildung, Persönliches
Ursula Haider besuchte die Volks- und Hauptschule in Bad Goisern. 1963 maturierte sie an der HBLA für wirtschaftliche Berufe in Bad Ischl und sie schloss in Innsbruck das Lehramt für den Fachunterricht an humanberuflichen Schulen
ab. Seit 1969 ist sie mit Klaus Haubner verheiratet.

### Berufliche Laufbahn
- Ab 1965 Koch- und Handarbeitslehrerin an Schulen in Bad Ischl, Linz und Steyr
- Ab 1987 Fachvorständin an der Höheren Berufsbildenden Lehranstalt für wirtschaftliche Berufe in Steyr
- Mitgliedschaft in der Paracelsus-Gesellschaft Bad Hall sowie im Verein Oberösterreichisches Handwerkermuseen
- Ehrenobfrau des Vereins für hauswirtschaftliche Bildung Oberösterreich

### Politische Laufbahn
- 1991–2003 Mitglied des Stadtrates von Bad Hall
- 1994 Stellvertreterin des Landesparteiobmanns
- 1994–1996 Abgeordnete zum Bundesrat
- 1995–2003 Bundessprecherin der Initiative Freiheitliche Frauen[1]
- 1996–1997 Abgeordnete im oberösterreichischen Landtag
- 1997–2003 Oberösterreichische Landesrätin für Frauenangelegenheiten, Umweltschutz und Konsumentenschutz
- Seit 2003 Mitglied des Gemeinderates von Bad Hall
- 28. Februar 2003 bis 25. Jänner 2005 Staatssekretärin für Generationen (Bundesministerium für soziale Sicherheit und Generationen)
- 2006 bis 2013 Abgeordnete zum Nationalrat

Nachdem Haubner am 21. Oktober 2003 zur geschäftsführenden Bundesparteiobfrau der FPÖ bestimmt und am 3. Juli 2004 zur Bundesparteiobfrau gewählt worden war, wurde sie bei der Parteiklausur im Jänner 2005 als Nachfolgerin von Herbert Haupt als Bundesministerin für soziale Sicherheit, Generationen und Konsumentenschutz vorgeschlagen und am 26. Jänner angelobt.
Am 4. April 2005 legte Haubner ihre Funktion als Bundesparteiobfrau der FPÖ zurück, trat aus der Partei aus und gründete mit weiteren Mitgliedern der Bundesregierung und ihrem Bruder Jörg Haider die neue Partei Bündnis Zukunft Österreich (BZÖ).
Bei der Nationalratswahl im Oktober 2006 erreichte das Bündnis Zukunft Österreich 4 % der Stimmen und schaffte damit knapp den Einzug in den Nationalrat. Am 11. Jänner 2007 folgte Erwin Buchinger Ursula Haubner als Sozialminister.

## Haubner-Erlass
Für Aufregung sorgte die Ministerin mit dem sogenannten Haubner-Kindergeld-Erlass. Mit der Erlassergänzung vom 3. August 2006 wurde Kindern von Ausländern, die legal in Österreich leben, mehrere Monate faktisch das Kinderbetreuungsgeld, Familienbeihilfe und zum Teil auch die Sozialversicherung gestrichen bzw. nicht rückwirkend ausbezahlt. Das Sozialministerium argumentierte mit einer Gesetzeslücke. Einem Bericht im Radiosender Ö1 folgten öffentliche Proteste. Hilfsorganisationen, katholische und evangelische Kirche, SPÖ, Grüne und Bundespräsident Heinz Fischer forderten eine sofortige Aufhebung des Erlasses. Da Ministerin Haubner auf Grund der geltenden gesetzlichen Richtlinien die Rückziehung ihres Erlasses nicht vollziehen konnte, wurde eine entsprechende Gesetzesänderung am 15. Dezember 2006 durch SPÖ, ÖVP und Die Grünen im Parlament beschlossen.
Außerdem stellten die Mitglieder der grünen Partei einen Misstrauensantrag gegen die Sozialministerin, welcher jedoch von einer Mehrheit im Parlament abgelehnt wurde, da dieser Erlass auf bestehenden Gesetzen beruht hatte.

## Auszeichnungen (Auszug)
- 2007: Großes Goldenes Ehrenzeichen des Landes Oberösterreich
- 2009: Großes Silbernes Ehrenzeichen am Bande für Verdienste um die Republik Österreich[3]
- 2010: Dr. Jörg Haider Medaille der Jörg Haider Gesellschaft[4]